# Society Hill (New Jersey)
Pour les articles homonymes, voir Society Hill (homonymie).
Society Hill est une communauté non incorporée et une census-designated place du comté de Middlesex, dans l'État du New Jersey, aux États-Unis. En 2010, elle compte une population de 3 829 habitants.